# Кодра (річка)
Ко́дра — річка в Україні, в межах Макарівського та Бородянського районів Київської області. Права притока Тетерева (басейн Дніпра).

## Опис
Довжина річки 23  км.,  похил річки — 2,5 м/км. Формується з багатьох безіменних струмків, 4 приток та багатьох водойм. Площа басейну 260 км².

## Розташування
Бере початок на південний схід від села Забуяння. Тече переважно серед лісових масивів спершу на захід, потім — переважно на північ (місцями на північний схід). Впадає у Тетерів між селом Мигалки та смт Пісківка. 
Біля колишнього села Рудні-Мигальської Бородянського району греблями утворено стави, що використовуються риборозводним господарством. В усамітнених місцинах гніздуються лебеді. 
Приймає праві притоки: Гульву, Тростянку, Сильню, Требухівку. 